# Pyrgilauda theresae
Pyrgilauda theresae е вид птица от семейство Врабчови (Passeridae).

## Разпространение
Видът е разпространен в Афганистан.